# Balabanovo, Kărdjali
Balabanovo (în bulgară Балабаново) este un sat în comuna Momcilgrad, regiunea Kărdjali,  Bulgaria. 

## Demografie
Componența etnică a satului Balabanovo
     Nicio identificare (11,81%)
     Bulgari (18,18%)
     Turci (70%)
     Romi (0%)
La recensământul din 2011, populația satului Balabanovo era de 110 locuitori. Din punct de vedere etnic, majoritatea locuitorilor (70,0%) erau turci, cu o minoritate de bulgari (18,18%). Pentru 11,81% din locuitori nu este cunoscută apartenența etnică.